# Guido Goldschmiedt

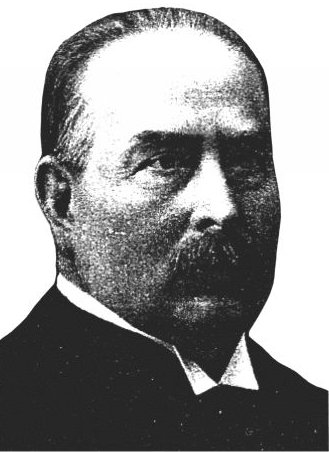

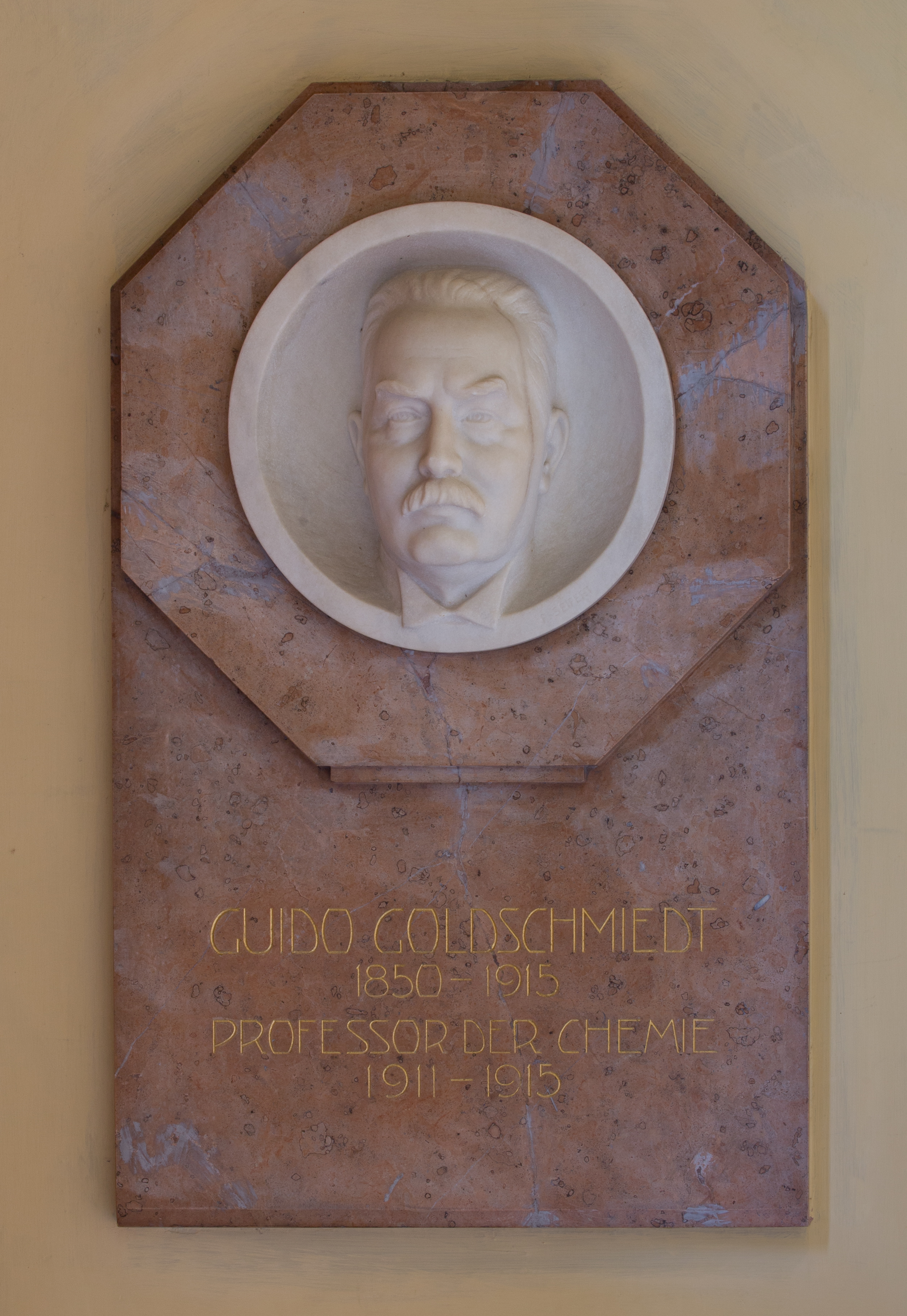
Tondo mit Relief (Carraramarmor) auf Platte (Adneter Marmor) von Guido Goldschmiedt im Arkadenhof der Universität Wien

Guido Goldschmiedt (* 29. Mai 1850 in Triest; † 6. August 1915 in Gainfarn) war ein österreichischer Chemiker.

## Leben und Werk
Guido Goldschmiedt wurde im damals zu Österreich gehörenden Triest geboren. Er studierte zunächst an der Handelshochschule in Frankfurt am Main, dann ab 1869 in Wien Naturwissenschaften und ab 1871 an der Universität Heidelberg, wo er 1872 bei Robert Wilhelm Bunsen den Doktortitel erwarb. Er wechselte für zwei Jahre an die Universität Straßburg zu Adolf von Baeyer, bis er 1875 zunächst als Privatdozent am Ersten Chemischen Institut der Universität Wien tätig wurde. 1890 übernahm er einen Lehrstuhl an der Hochschule für Bodenkultur in Wien, von dort folgte er 1892 einem Ruf an die Prager Karl-Ferdinands-Universität, um schließlich 1911 als ordentlicher Professor an die Universität Wien zurückzukehren. Dieser Umweg wurde offenbar erforderlich, da man aus antisemitischen Gründen seinerzeit nicht beide Chemielehrstühle der Universität durch jüdischstämmige Wissenschaftler besetzt sehen wollte.
Sein Arbeitsgebiet war die Chemie der Naturstoffe und deren Strukturaufklärung. Dabei deckte er den weiten Bereich von Alkaloiden wie Papaverin und Scutellarin über Aromaten wie Pyren bis zur Fettchemie mit der ersten Fetthärtung ab.
Zu Guido Goldschmiedts akademischen Schülern gehörten Walter Fuchs und Otto Hönigschmid. Im Oktober 1901 zählte auch der 18-jährige Franz Kafka zu Goldschmiedts Studenten, der jedoch nach nur drei Wochen zur juristischen Fakultät wechselte.

## Auszeichnungen und Mitgliedschaften
- 1885 Mitglied der Leopoldina[2]
- 1892 Lieben-Preis
- Im Arkadenhof der Wiener Universität – der Ruhmeshalle der Universität – steht seit 1923 eine Büste Goldschmiedts, geschaffen von Franz Seifert. Im Rahmen von „Säuberungen“ durch die Nationalsozialisten Anfang November 1938 wurden zehn Skulpturen jüdischer oder vermeintlich jüdischer Professoren im Arkadenhof im Zusammenhang der „Langemarck-Feier“ umgestürzt oder mit Farbe beschmiert. Bereits zu diesem Zeitpunkt hatte der kommissarische Rektor Fritz Knoll eine Überprüfung der Arkadenhof-Plastiken veranlasst; auf seine Weisung hin wurden fünfzehn Monumente entfernt und in einem Depot gelagert, darunter diejenige von Guido Goldschmiedt.[3] Nach Kriegsende wurden im Jahr 1947 alle beschädigten und entfernten Denkmäler wieder im Arkadenhof aufgestellt.